# Mothica
McKenzie Ellis (sinh ngày 12 tháng 3 năm 1995), được biết đến với nghệ danh Mothica, là một nhạc sĩ nhạc pop người Mỹ. Cô lớn lên ở thành phố Oklahoma và bắt đầu sản xuất âm nhạc từ năm 18 tuổi. Vào tháng 6 năm 2020, một video trên TikTok chứa bài hát "VICES" sau khi đăng tải đã trở nên nổi tiếng, giúp cho sự nghiệp của cô được nhiều người biết đến.

## Đầu đời
Mothica, tên khai sinh là McKenzie Ellis; sinh năm 1994 hoặc 1995. Cô lớn lên ở thành phố Oklahoma, có tiền sử mắc chứng trầm cảm và tự làm hại bản thân.
Vào ngày 29 tháng 1 năm 2011, Ellis đã cố gắng tự tử. Cô cũng từng bị hành hung và là nạn nhân của bạo hành gia đình.
Tuy đã viết nhạc khi còn nhỏ, Ellis không muốn trở thành một nhạc sĩ chuyên nghiệp. Cô bắt đầu sản xuất âm nhạc để phát hành trước công chúng từ năm 18 tuổi. Ellis theo học Học viện Mỹ thuật Harding trước khi nhận được học bổng từ Học viện Pratt về lập trình web trực quan và chuyển đến Brooklyn vào năm 2013. Trong năm đầu tiên tại học viện, một người bạn cùng lớp đã giới thiệu cô SoundCloud và cho mượn bàn phím MIDI; bài hát đầu tiên mà cô phát hành, có tựa đề "Starchild", đã được phát 100.000 lần chỉ trong vòng 24 giờ.

### Nghệ danh
Ellis đã lấy tên "Mothica" cho các tác phẩm âm nhạc và nghệ thuật thị giác của mình lúc 15 tuổi, theo đó cô cho biết cái tên có mối liên hệ với hình ảnh con bướm đêm bị thu hút bởi ánh sáng.

## Sự nghiệp
Bài hát đầu tiên của Mothica, "Starchild", được phát 100.000 lần chỉ trong vòng 24 giờ trên SoundCloud. Sau khi học được cách tạo bài hát tại Ableton, cô đã phát hành một EP có tựa đề "Mythic" vào năm 2015, trong đó bài hát “No One” trong EP đạt vị trí thứ 6 trên Bảng xếp hạng Viral Spotify của Hoa Kỳ.
Mothica không có hãng thu âm, nhà xuất bản hay người quản lý và tự mô tả mình như là một nhạc sĩ tự lập. Năm 2020, cô đã bắt đầu quảng cáo âm nhạc của mình trên TikTok, sau đó ghi nhận ứng dụng này giúp cô có được thành công trong sự nghiệp âm nhạc khi video chứa bài hát "VICES" được đăng tải vào tháng 6 năm 2020 có hơn 5.000.000 lượt xem và gần 1.000.000 lượt thích. Trên nền tảng mạng xã hội, cô cũng có hơn 500.000 người theo dõi, thường xuyên chia sẻ cởi mở về những trải nghiệm của mình với chứng trầm cảm, khó ngủ và rụng tóc.
Vào tháng 6 năm 2020, Mothica đã phát hành một bài hát có tựa đề "VICES" và đạt vị trí thứ 2 trên bảng xếp hạng âm nhạc nổi tiếng iTunes, vượt qua "Watermelon Sugar" của Harry Styles. Bài hát còn xuất hiện trong bảng xếp hạng Billboard. Đến tháng 8 cùng năm, cô phát hành một album gồm 12 ca khúc có tựa đề Blue Hour; album cũng lọt vào các bảng xếp hạng. Sau đó, cô phát hành một EP có tựa đề "Forever Fifteen" tháng 3 năm 2021. Tháng 7 năm 2022, nữ nhạc sĩ đã cho ra mắt album mới mang tên Nocturnal.
Tháng 11 năm 2022, Mothica đã hợp tác cùng nữ ca sĩ Scene Queen với bài hát "The Rapture (But it's Pink)".

### Phong cách âm nhạc
Các bài nhạc pop của Mothica bị ảnh hưởng bởi rock và emo.

## Đời tư
Mothica có một số hình xăm. Hình xăm đầu tiên là khối lập phương ở sau gáy, vì sự yêu thích của cô đối với kiến trúc và chủ nghĩa tối giản. Hình xăm thứ hai là trên cánh tay phải với hình vẽ con diều hâu đang bay bị đâm bởi một mũi tên cùng đầu lâu của con cừu đực và một chiếc lá dương xỉ. Cô cũng có một hình xăm trên lưng lấy cảm hứng từ bức tranh Lucretia, và các hình xăm tên bài hát của cô. Ngoài ra cô còn có hình xăm ba con bướm đêm bay xung quanh cột đèn.
Mothica đã chuyển đến Los Angeles vào năm 2019 để theo đuổi sự nghiệp âm nhạc, nhưng sau đó về nhà cha mẹ cô ở thành phố Oklahoma do đại dịch COVID-19. Mẹ của cô, Debbie Ellis, còn được gọi là "Momica", cũng hỗ trợ cô sản xuất các video âm nhạc.

## Danh sách đĩa nhạc

### Đĩa mở rộng
- "Mythic" (2015)
- "Heavy Heart" (2017)
- "Ashes" (2018)
- "Forever Fifteen" (2021)

### Album
- Blue Hour (2020)
- Nocturnal (2022)